# Eda Jahns
Eda Jahns (* 15. März 1939 in Graz; † 12. September 2020 in Wissen) war eine deutsche Politikerin (SPD).

## Leben
Nach dem Besuch der Realschule und der Fachoberschule in Werne an der Lippe legte Jahns in Wissen/Sieg die Fachhochschulreife ab. Danach war sie beruflich als Bilanzbuchhalterin in Koblenz sowie als Hausfrau tätig.
Jahns war seit 2016 verwitwet und hatte vier Kinder.

## Politik
Für die SPD, der sie 1971 beitrat, saß sie im Stadtrat von Wissen und im Kreistag des Landkreises Altenkirchen. 1987 wurde sie zur stellvertretenden Vorsitzenden des SPD-Unterbezirks Altenkirchen gewählt. Von 1994 bis 1997 war sie ehrenamtliche dritte Kreisbeigeordnete des Kreises Altenkirchen.
Von 1987 bis 2001 war Jahns Abgeordnete im rheinland-pfälzischen Landtag. Sie wurde dabei stets über einen Listenplatz ins Parlament gewählt. In der 13. Wahlperiode (ab 1996) war sie dort stellvertretende Vorsitzende des Ausschusses für Landwirtschaft und Forsten.
1999 gehörte sie der 11. Bundesversammlung an, welche Johannes Rau zum Bundespräsidenten wählte.

## Sonstige Ämter
Seit 1984 gehörte Jahns der Arbeiterwohlfahrt an. 1999 wurde sie dort Vorsitzende des Betreuungsvereins, ein Jahr später Vorsitzende des Fachverbandes der Betreuungsvereine der AWO in Rheinland-Pfalz. 2012 wurde sie zur Ehrenvorsitzenden der Betreuungsvereinen der AWO Altenkirchen und Sieg-Westerwald gewählt. Daneben war sie Mitglied der Industriegewerkschaft Bauen-Agrar-Umwelt.

## Ehrungen
- 2002: Ökonomierat
- 2003: Bundesverdienstkreuz am Bande